# بيجارية تاشيرية
{{صندوق معلومات كائن
| الاسم =  بيجارية تاشيرية
| حالة الحفظ =  لا
| الصورة = 
| عرض الصورة = 
| التعليق = 
| النطاق =  حقيقيات النوى
| المملكة =  نباتات
| subregnum =  النباتات الجنينية
|-
|(غير مصنف)|النباتات الوعائية
| الشعبة =  حقيقيات الأوراق
| الشعيبة =  البذريات
| unranked_infraphylum =  كاسيات البذور
| unranked_superclassis =  ثنائيات الفلقة
| الطائفة =  الوردانية
| unranked_subclassis =  النجميانيات
| unranked_superordo = النجمونات
| الرتبة =  الخلنجيات
| الفصيلة =  الخلنجية
| الأسرة =  الخلنجاوات
| القبيلة =  البيجاراوية
| الجنس =  البيجارية
| النوع =  بيجارية تاشيرية
| الاسم العلمي =  Bejaria tachirensis
| واضع الاسم =  [[A.C.Sm.]]
| عام وضع الاسم =  1953
| ماهية التقسيم = 
| التقسيم = 
| خريطة الانتشار = 
| عرض خريطة الانتشار = 
| تعليق خريطة الانتشار = 
}}
بيجارية تاشيرية (الاسم العلمي:Bejaria tachirensis) هي نوع من النباتات تتبع جنس البيجارية من الفصيلة الخلنجية.